# 水無月家的婚約
《水無月家的婚約》（另譯有「水無月家的許嫁」、「水無月家的許婚」、「水無月家的未婚妻」），是日本作家友麻碧所著的輕小說系列，輕小說插圖和角色設計原案由花邑まい擔綱，漫畫版則由水辺チカ擔任作畫者。本系列作是友麻碧繼《淺草鬼妻日記》後，第二部以日本民間傳說為主題的作品。故事結合天女羽衣傳說和《竹取物語》的元素，講述在16歲那年失去父親的少女水無月六花，被許定的婚約對象水無月文也迎接至水無月家族裡，由此展開環繞著天女羽衣和水無月家遺產的鬥爭，還有被血緣束縛的婚約愛情關係。
此外，本系列作和作者友麻碧的前作《妖怪旅館營業中》、《淺草鬼妻日記》共享世界觀，本作時間較《妖怪旅館營業中》略晚幾年，和《淺草鬼妻日記》相近。在2022年11月發表的《淺草鬼妻日記》第11卷後記與2023年5月友麻碧接受的媒體訪談中，將《梅蒂亞轉生物語》和本作歸納為以「友麻碧」名義出道第二季時期的作品，同樣歸屬出道第二季時期的作品尚有較晚發行的《瑕疵新娘》（日语：傷モノの花嫁，另譯「傷物的新娘」、「失貞的新娘」）。

## 故事概要

### 設定
本系列作的故事世界觀延續《妖怪旅館營業中》、《淺草鬼妻日記》的設定，世界區分成不同領域，存在著人類、妖怪、神明等種族，同時拓展相關世界觀。在遠於地球（現世）的區域，有著名為「月界」的異世界，該區域存在著地球（現世）難以見及的動植物與被稱作「月界人」的智慧種族，「月界人」天生具備出眾的夜視與看見非人存在的能力，族人擁有驅使物品移動的「念力」，還有依據個體隨機繼承展現不同類型的超能力「神通力」，在「月界」發展出超越地球（現世）的技術。故事開始前的久遠時期，某位被地球（現世）居民視為「天女」的女性月界人降臨地球（現世），但在沐浴期間被人類男子盜走羽衣無法歸鄉，她留在地球（現世）和該名人類男子結婚育有後代，從「月界」帶來的生物和相關技術資源亦由其後裔繼承管理，以防不慎在地球（現世）釀成災禍。源自「月界」的相關資源同時是咒術師、陰陽師、退魔師渴求的事物。
擁有「月界人」血統的混血後裔依據繼承血統純正度，影響感知能力與天生的念力、神通力程度，但由於天生異於普通人類的體質，在某些日常生活場合需要配備措施，作中亦出現僅有「月界人」血統後裔才會出現的特殊疾病。「月界人」的混血後裔分成數個分支，其中繼承「天女」血脈的水無月家自命為「天女的後裔」，該家族以京都嵐山本家為宗，延伸出五個分家，為了確保祖代傳承的力量不失傳與維持血統純正，水無月家有著「在家族內透過族人預言，選定族人命定婚配對象」的習俗，部份反對家族習俗作風的族人則會斷絕關係離開水無月家，選擇留在外界生活和非族人發展婚戀關係，特殊的家族背景使族內經常出現婚戀亂象和鬥爭頻繁。水無月家族裡的特殊女性會被冠以和天女密切相關的稱號。
故事的起始時間背景設定於智慧型手機普及的現代日本，但隨著劇情推進會穿插交代不同時代的人事物的相關細節。

### 劇情
故事以女主角水無月六花的第一人稱視角作為主要敘事，講述六花和身為「天女」混血後裔的水無月家的糾葛牽絆。六花自幼遭受母親彩子歧視虐待，她在父母離婚後，跟著父親六蔵同住生活，但隨著六蔵身染現代醫學束手無策的怪病，連她的生活圈也為了照顧父親而不停被限縮。直至16歲那年，病入膏肓的六蔵對六花留下「妳果然是水無月家的人，妳就不該出生」的遺言撒手人寰，失去至親的六花被自稱是她的未婚夫、同時是水無月家第五十五代本家當家的水無月文也接往京都生活。伴隨著六花踏進水無月家認識相關家族成員，她開始發現自身的力量，與文也日漸生情，但同時捲入了環繞著天女羽衣與水無月家遺產的鬥爭事件。

## 登場人物

### 水無月家

#### 嵐山本家
水無月家族繼承最純正「天女」血統的本家，以京都嵐山為主要居住地，本家宅邸座落鄰近桂川的山裡。家族向包含「陰陽局」在內的陰陽師和退魔人士提供支援與治療，同時接受「陰陽局」的監視。僅有繼承水無月本家血脈的長子俱備「血脈之權」，女長子擁有「輝夜姬」的別稱，被視為與「天女」最接近的存在。
水無月六花
本系列作的女主角，生日6月6日。故事開始時是16歲的高中一年級生，她是六美的雙胞胎妹妹，同時是文也三兄妹同曾祖父但不同曾祖母的遠親。六花的個性文靜內向、敏感善良，喜歡動物和柑橘類水果，擅長電玩遊戲。因為經常需要照顧父親六蔵的緣故，她在操持家務方面特別拿手。六花其實是水無月家本家血統的繼承者，被稱喚作「輝夜姬」的本家長女，擁有與生俱來的強大精神能量，其俱備的神通力「耳」使她能聽見非人存在與精神體的心聲、辨識「月之物」音域和深度接收聲音的超自然能量。
六花的父親六蔵是水無月家本家長子，但由於六蔵特意隱瞞水無月家族的事蹟、六花自嬰兒時期便無意識展現力量，她遭偏愛姊姊六美的母親彩子忌憚虐待出現身心症狀，致使六蔵為保護她選擇和彩子離婚，她則跟著六蔵在東京生活治癒身心，覺醒「耳」的神通力，經由後者指導和自身摸索學會料理家務。中學時期曾經是棒球部經理，為了照顧罹患「月歸病」逐漸喪失行動能力的六蔵，捨棄社團和私人社交活動，因為六蔵病逝前留下「妳果然是水無月家的人，妳就不該出生」的遺言對生活頓失希望。
起先對水無月家的相關細節與自身能力不甚理解，直至六蔵病故發現自己出現和父親相同的病症，被文也迎接至京都生活，轉學至洛曜學園，逐步理解水無月家族的背景和自身力量的起源，與文也日漸生情的同時向母親劃清界線，經由水無月家成員指導掌控自身的念力，經常運用自身的神通力幫助水無月家發掘事物和排憂解難。小說第三卷中在夢境世界取得「天女的羽衣」，正式覺醒「輝夜姬」的力量，將自己的右眼獻給余吳湖龍，作為換取葉延期一百年獻祭的代價，取得余吳湖龍的龍珠代替右眼。
其名字「六花」為六蔵取自「六月的花（繡球花）」而來，姓氏的「水無月」在日文裡對應陰曆六月。作者友麻碧稱文也和六花的戀情關係有別於此前的作品，六花深愛並依賴著文也，文也則是意識到自己利用六花執行復仇並為此感到內疚，但這是初戀兼純愛的關係。
水無月文也
本系列作的男主角，生日7月7日（日本七夕）。故事開始時是18歲的高中三年級生，他是水無月家嵐山本家的第五十五代當家兼洛曜學園學生會時任副會長，同時是本家三兄妹的長兄，學習成績優異並志向考入京都大學，平常除了管理家族和校園事務以外，還經營著農業事業。文也的個性沉靜認真，被六花形容為擁有超出年齡的成熟和包容性，但偶爾也會展現像同齡少年般熱血和不知所措的一面。他喜歡清淡的食物與蝦天婦羅、園藝、農作、交通工具，擅長棒球和足球，為了應對家族的突發狀況維持著鍛鍊身體的習慣。其俱備的神通力「聲」使他能運用言語號令操控事物與當事者身心行動，對能夠深度感知聲音能量者（例如六花）使用時會增加效果。
文也和弟弟葉、妹妹卯美實質是伏見分家的家族出身，多年前原先作為本家繼承者的六蔵離家出走和彩子私奔，六蔵的堂兄弟兼文也的父親天也被過繼為本家繼子，天也和文也始獲得本家繼承權，他自幼透過主司預言的家族成員和曾祖父十六夜告知自己的命定婚約對象六花的存在，由於父親天也早逝、母親照子重病昏迷住院，承擔起本家當家與照顧弟弟葉、妹妹卯美的責任，飽受十六夜以管教名義施加的精神暴力所苦，直至十六夜過世始擺脫被控制虐待的處境。在六蔵還在世的期間接受對方委託協助照顧六花，並依照約定迎接喪父的六花前往本家生活，引導六花逐步熟悉水無月家和「月界」的相關事物。
在水無月家的各派系開始爭奪遺產後，經常和弟妹面臨來自不同分家成員的威脅，曾經被聘僱傭人趁隙暗殺未遂的經歷，使他未在本家聘請傭人協助家務，直至六花搬來協助處理家務伙食，才讓三者的生活獲得改善。隨著劇情進展和六花的感情日益加深，有意和長濱分家修復關係，但因為葉被長濱分家綁架選為獻祭給余吳湖龍的祭品的事件，連同弟妹獲悉父親被信長的父親水無月道長設局謀殺的真相，讓與長濱分家修復關係一事暫時延後。也在《淺草鬼妻日記》小說版第11冊附錄番外篇登場。
作者友麻碧在「X」平台評論文也的角色特質為「激進派」，表示倘若沒有六花的存在，文也即便將水無月家全滅也不足為奇。
水無月葉
文也的弟弟，嵐山本家三兄妹的次兄。故事開始時是16歲的高中一年級生兼洛曜學園美術部社員。葉個性開朗活潑，善解人意，私底對文也承擔本家責任的負荷感到愧疚和擔憂。喜歡烤魚和繪畫，他在學校的表現被描繪為課業、體育、美術和人緣極佳，同時充當三兄妹的氣氛調節者和次要家務協助者，志向考進美術大學。神通力為水無月家視作至高機密禁忌、每隔百年便會出現的「不老不死」，即便承受能對普通人造成致命傷的傷害也能再生復原，但是承受致命傷需消耗體力恢復是其缺點，同時歷代「不老不死」神通力者均面臨被水無月家選為獻祭給余吳湖龍的祭品的情況，導致葉在童年時期被十六夜囚禁在地牢長達四個月的期間，經千鳥、天也、照子爭取權利和文也探訪支持才獲得釋放。葉在六花搬來嵐山本家後，偕同文也等人幫助她熟悉新環境和家族成員，其神通力使他一度被長濱分家綁架準備獻祭給余吳湖龍，獲得文也等人和「陰陽局」的救援脫險，經過交涉得以延後一百年獻祭余吳湖龍。
水無月卯美
文也和葉的妹妹，嵐山本家三兄妹的小妹，長濱分家少主水無月信長的婚約對象。故事開始時14歲。其神通力「結界」使她能設置結界保護指定範圍、偵測結界週遭的動靜，負責水無月本家的監視保安工作。卯美自幼受家族成員寵愛嬌慣，養成心直口快但不失傲嬌的性格，實質在乎著家人。她原本是中學生，但以守護家宅為由成為拒學的繭居族，平常習慣待在自家倉庫上網和玩電玩遊戲，僅有特殊場合才會踏出家門。喜歡咖哩飯、冰淇淋、烤薄餅，擁有和嬌小外型不符的食量。在六花搬來嵐山本家後，逐漸與之熟絡接受對方，拜六花幫忙準備伙食所賜逐漸改善自身的健康狀況。本身不認同家族安排婚約的習俗，認為多數分家成員跟不上時代且居心不良，對信長反感，加著發生葉被長濱分家綁架選為獻祭給余吳湖龍的祭品的事件，連同兩位兄長獲悉父親被信長的父親水無月道長設局謀殺的真相，加深對長濱分家的反感並要求解除與信長的婚約。
水無月天也
文也、葉、卯美的父親，容貌和文也相仿，他是千鳥的兒子與六蔵的堂兄弟，同時是六花的堂伯叔，與六蔵、霜門、神奈、彩子為京都大學的同學。神通力為「結界」。天也出身伏見分家，個性積極且誠實溫柔，被文也等人形容為俱備男子氣概，喜歡自行車和汽車。他自年少時期便和六蔵、霜門交情密切，暗中留意著照子，起先認為六蔵應該藉由繼承家主位階改革水無月家，但後來暗助反對水無月家價值觀的六蔵離開家族，他則被過繼至本家代替六蔵成為本家繼承人，和照子相戀幫助她走出情傷。兩者結婚成家後鶼鰈情深，但同時引起單方戀慕照子的道長的忌恨，最終天也在文也三兄妹幼年時期被道長設局殺害，導致照子長期陷入夢境與文也被十六夜施加管教虐待。
天也過身後靈魂仍留在照子的夢境世界，運用神通力守護照子。六花探訪照子的夢境期間也理解唯有夢境才能讓天也和照子相聚。
水無月照子
文也、葉、卯美的母親，霜門的妹妹。照子出身天川分家，個性友善喜歡烹飪，和卯美同樣有著坦率富行動力的一面。其神通力「傳心」能透過心靈感應傳遞自身訊息，但在能力者的精神處於夢境時，僅有能感知「月之物」氣息者（例如六花）能聽見訊息。照子自少女時期便因為天生的容貌出眾和特殊神通力受水無月家的適婚男性關注，和天也、六蔵、神奈交情密切，她原本是被水無月家許配給六蔵的婚約對象，但由於六蔵選擇和彩子私奔遭受毀婚打擊，隨著和天也相戀逐漸治癒情傷，將天也視為重要之人，兩者結婚育有文也三兄妹。在天也被道長謀殺後，過度思念天也和試圖逃避道長的糾纏，精神逃遁至夢境裡而罹患深陷夢境的「夢幻病（相思病）」進入長期沉眠的狀態，被安置在醫院休養，仍能感知現實的人事物狀態。
在六花陪同文也三兄妹探視她的期間，運用心靈感應向六花致謝，亦曾透過夢境向六花表明能邂逅天也是人生至幸，感謝她關照文也三兄妹兼要求別過度介懷六蔵的作為，帶領她窺探六蔵年輕時期的往事。顧及自己的狀態還不是時候回歸現實，遂委託六花代為轉達對文也三兄妹的關愛，期許六花能夠終止水無月家長年的扭曲。
水無月霜門
文也、葉、卯美的舅舅，照子同為天川分家出身的兄長，故事開始時42歲。與六蔵、天也、神奈、彩子為京都大學的同學，同時是天川分家的神奈的前任未婚夫。其神通力「變化」能化身成其他動物的型態行動，真面目是容貌英俊的男子。知曉水無月家族將「不老不死」神通力視同禁忌的秘密與包辦婚約延伸的問題，還有水無月家隱藏為愛情而狂的特質。霜門自童年便經常使用神通力惡作劇，在少年時期更以此偷窺女性浴室，因為看不慣水無月家族的作風與同樣渴望自由的六蔵意氣相合，加上和神奈各有想要完成的目標，選擇離開家族到外界發展並偕同神奈說服長老解除婚約，暗助六蔵離開水無月家，在演藝界化名「夏樹霜門（夏樹（なつき）シモン）」紅極一時，但和黑道的情婦有所牽連而遭黑道追緝，為迴避黑道獲得水無月家出手救濟被迫返回家族，受千鳥指派在嵐山本家保護六花和文也三兄妹。經常給予六花指引和提示，和神奈關係欠佳。之後小說第三卷中獲悉長濱分家時任首領水無月道長為得到自己的妹妹照子，不惜謀殺天也與試圖阻撓他的奈津目，憤怒之餘認為犯下謀殺罪行的道長沒有資格得到妹妹照子的人和心。
水無月十六夜
文也、葉、卯美、六花的曾祖父，曾任水無月家嵐山本家當家。個性傳統且嚴格苟刻的長者，但面對千鳥時則會加以讓步。生前和家族成員強烈反對六蔵和彩子的戀情，導致六蔵離開水無月家和彩子私奔，轉而將天也過繼至本家。在文也三兄妹幼年時期無視天也與照子的反對，強行將被檢測出「不老不死」神通力的葉選為獻祭給余吳湖龍的祭品，加著家族預言文也和本家長女六花將會結婚實現家族夙願，在天也過世後為了培訓文也成為接任當家，藉由管教修行的名義對其實施控制虐待，讓文也三兄妹有段時期處於焦慮之中，同時為防範分家爭權奪位的局勢，特意藏匿和隱瞞「天女的羽衣」的去處，極度忌憚長濱分家。在故事開始的兩年前逝世，臨終時仍瞧不起文也，成為水無月家內部爭奪遺產紛爭的開端。
水無月朔台院
十六夜的第二任妻子，雙目失明，已和十六夜離婚多年，脫離水無月家。其神通力「預言」能夠預知未來的事物，但無法預知自己的相關事項，在水無月家深受包含十六夜在內的族人敬重。曾經在文也三歲時預知文也和六花將在未來結為夫妻、實現水無月家重振家族與祖代傳承的願望，成為十六夜敦促文也迎娶六花的起因。

#### 伏見分家
主要居住在伏見區的水無月分家，主業是緞綢織品店，在鄰近伏見稻荷大社區域也有兼營町屋咖啡廳。家族歷代服侍水無月本家，掌管傳承「月界」的紡織技術。
水無月千鳥
伏見分家的現任首領，文也、葉、卯美的祖母，天也的母親，過身的丈夫（文也三兄妹的祖父）是十六夜的次子。擅用「月界」工藝製作和服的匠人，有著伏見「織女」的別稱，能夠驅使紙人術式但不太擅長運用「念力」。喜歡蛋糕。千鳥在水無月家族中擁有不亞於本家的話語權，是十六夜少數會為其讓步的對象，她秉持水無月家和外界人士保持距離的立場，為人謹慎但不失對後輩的關懷，時常和文也拌嘴，仍會提醒對方在感情關係和管理家族事務應該注意的事項。長濱分家出身，在婚後忠於本家，由於六蔵和彩子私奔離開水無月家造成本家失去繼承者，使她不得已將天也過繼給本家，對六蔵和彩子的觀感欠佳。
本作中曾經使用隱身紙人試探文也和六花的危機應對與決策能力，但亦因此將洛曜學園的學生會成員捲入事件引發騷動，向文也坦承驅使紙人的實情，支持文也和六花的戀情。對不屬於水無月家的彩子爭取遺產的舉動嗤之以鼻。親自贈與六花輔助「神通力」的扇子兼協助她進行水無月家的新娘修行。在小說第三卷中獲悉長濱分家時任首領水無月道長設局殺死自己的兒子天也的真相而勃然大怒，支持孫女卯美解除與水無月信長的婚約。
水無月皋太郎
千鳥的養子，同時是服務本家的稅務師和顧問律師。皋太郎個性看似輕浮經常調侃家族成員，擅於交際談判，在牽涉專業時會格外認真，深受文也信賴，也經常在水無月家族的聚會場合擔任居中斡旋的角色。幫助剛搬來京都的六花熟悉新環境和家族成員，在彩子造訪水無月家爭取財產的事件裡協助水無月本家辦理此事。之後小說第三卷中獲悉長濱分家時任首領水無月道長謀殺千鳥的兒子天也與試圖阻撓他的奈津目，憤怒之餘認為長濱分家在法律上已經沒資格向水無月本家爭取財產。
水無月彌生
較文也年長4歲的兒時玩伴，曾經擔任水無月家的傭人，因為試圖趁著文也就寢期間試圖暗殺未遂，後續行動不明。
水無月村雨
伏见分家的长老。在小說第三卷中得知長濱分家時任首領水無月道長謀殺水無月千鳥的兒子天也與試圖阻撓他的長女奈津目，憤怒之餘認為長濱分家在感情上已經逐漸失控。

#### 長濱分家
主要居住在滋賀縣長濱市地區，擁有大型勢力規模而被稱作「裏本家」的水無月分家，在琵琶湖附近地區經營多間旅館，看守著被稱作「天女降臨之地」的余吳湖。族人擅長驅使隱藏氣息追蹤攻擊目標的紙人術式，和水無月本家處於敵對狀態，家族裡雙目失明的女性族人擁有「菊石姬」的別稱。後由於時任首領水無月道長被揭發設局殺死水無月本家的天也與殺害試圖阻撓他的長女奈津目的罪行，目前由水無月本家和水無月分家（伏見分家、天川分家）聯合監視長濱分家。
水無月道長
長濱分家的時任首領，信長三兄妹的父親。為人嚴酷不擇手段，神通力為「眷屬」。年輕時期單戀著照子，但由於天也和照子相戀結婚成家，出於忌恨謀殺文也三兄妹的父親天也，試圖追尋照子的蹤跡，更不惜殺害試圖阻撓他的長女奈津目。在小說第三卷主導脅持嵐山本家成員和強制帶走葉獻祭余吳湖之龍的行動，但隨著六花覺醒「輝夜姬」的力量與文也等人偕同「陰陽局」合作阻止獻祭導致計畫失敗，被覺醒的六花剝奪神通力，最終被自己的子女、水無月本家和水無月分家（伏見分家、天川分家）聯合關押在舊寶物殿進行監視，加著謀害天也和奈津目的事件跟著曝光而被褫奪首領身份。
水無月信長
長濱分家的少主兼長子，20歲。京都大學的學生，他是卯美的婚約對象，同時是真理雄、永子的異母兄長。其神通力「眼」擁有讓與他近距離對視的水無月族人衰弱無力化的作用。過往曾經和文也互動良好，現在表現出和文也、葉交惡，覬覦著天女羽衣且對本家懷有敵意，對繼承本家血統身份的六花展現濃厚興趣。在文也18歲生日時寄送沙拉捲給嵐山本家作為賀禮。小說第三卷被父親指示脅持嵐山本家成員和強制帶走葉獻祭余吳湖之龍，背著父親幫助嵐山本家成員，進而獲知父親謀害文也三兄妹的父親天也與自己的大姊奈津目的真相，在道長遭受制裁後擔任長濱分家代理首領一職。
水無月真理雄
信長的異母弟弟，他是信長信賴的對象，同時是永子的異母兄長。平常總是配戴著狐耳面具示人來掩飾燒傷，經常負責代替信長緩頰互動氣氛，也會糾正吐槽信長的舉動。其神通力「結界」能創造與外界隔絕的結界。小說第三卷被捲入長濱分家和其餘水無月家族的紛爭，進而獲知父親謀害文也三兄妹的父親天也與自己的大姊奈津目的真相。
水無月永子
信長和真理雄的異母妹妹，個性冷淡，但私下是文也的粉絲。其神通力「轉移」能讓指定目標轉移至目的地。小說第三卷被捲入長濱分家和其餘水無月家族的紛爭，在六花駐留長濱地區的旅館期間協助招待對方，進而獲知父親謀害文也三兄妹的父親天也與自己的大姊奈津目的真相。
水無月奈津目
長濱的「菊石姬」，也是道長的長女。神通力為「心眼」，儘管天生失明但能用心眼看穿一切。以「菊石姬」的身份從父親手中保護弟妹們，但因此被道長記恨而殺死。死後的思念（類似幽靈）留在舊寶物殿，在六花被道長囚禁時告知其拯救葉的方法，後監視被關押在舊寶物殿的道長。
水無月義長
長濱分家的長老。起先對道長為得到照子不惜謀害文也三兄妹的父親天也和阻撓他的奈津目的事件不知情，直至道長被水無月家族揭發罪行才理解真相，對於文也三兄妹和信長三兄妹感到相當抱歉。

#### 天川分家
主要居住在奈良縣天川村地區的水無月分家，許多家族成員從事醫療工作。繼承「飛天」神通力的家族女性擁有「辯天」的別稱。
水無月神奈
天川分家的繼承者、首領的女兒，長老的孫女，故事初期40歲。以醫生職業在下鴨神社附近的醫院工作，同時擔當本家的主治醫生。她和照子為好友關係，也是霜門的前婚約對象，和六蔵、天也、霜門、彩子為京都大學的同學。個性強勢但不失理智，擅長蒐集情報，其神通力「飛行」使她能夠自由懸空飛翔，有著「辯天」的別稱。年輕時期曾暗中調查彩子的身家背景，勸諫照子避免過度感情用事，由於和霜門各有志向不想結婚，兩者說服天川家的長老解除婚約，此後神奈未再踏入婚戀關係，經常用強勢的態度面對霜門。獲悉六花身為「輝夜姬」的身分後對她畢恭畢敬，在文也等人面臨照子深陷夢境的處境與長濱分家的威脅時提供幫助。之後得知長濱分家時任首領水無月道長設局殺死天也與殺害試圖阻撓他的奈津目，憤怒之餘認為長濱分家已經失去看守著余吳湖的資格。
水無月加代、 水無月夏次郎
天川分家的長老和首領。在小說第三卷中兩人都得知長濱分家時任首領水無月道長謀殺水無月千鳥的兒子天也與試圖阻撓他的長女奈津目，憤怒之餘認為長濱分家已經沒資格再管理獻祭余吳湖之龍的相關事宜。

#### 其他人士
始祖天女
水無月家的祖先，出身「月界」的「月界人」女性。於故事開始的千年前降臨至現世的余吳湖沐浴，被當時在現場的人類男子盜走羽衣，跟著對方結婚成家，婚後雖然被丈夫深愛，包含丈夫和孩子在內的家族成員均受益於「月界」的資源在現世獲得名利地位，自身卻因為無法返鄉被迫滯留現世直至過世為止。其羽衣被水無月家視為前往「月界」的關鍵物品之一。

### 六花的親屬
水無月六蔵
六美與六花的父親，十六夜過身的長子之子，水無月家本家出身的原繼承者，喜歡咖哩和電玩遊戲，曾經在年幼的六花面前以表演魔術的方式展現過「念力」。六蔵自年輕時期嚮往自由的外界生活和反對水無月家的價值觀，與十六夜關係惡劣，原本依照家族自幼許婚的習俗，被安排和照子（文也的母親）訂婚，但在京都大學就讀時認識彩子與之相戀，不顧家族成員反對選擇毀棄婚約，經由霜門、天也幫助離開家族和彩子私奔結婚成家。直至女兒們在中學求學期間，發現六花被彩子虐待的真相，為了保護六花選擇和彩子離婚，獨自撫養六花過著清貧安穩的生活，仍會不時探望彩子和六美，但隨著染上「月歸病」逐漸飽受病情所苦，仰賴六花照料生活起居，在病情惡化至末期時委託文也照顧六花的後續生活，向六花留下「妳果然是水無月家的人，妳就不該出生」的遺言後病逝，享年42歲。葬禮經由包含六花在內的熟識親友協助舉行，其骨灰依照水無月家的習俗，被文也帶回京都嵐山安葬。
片瀨彩子
六美與六花的母親，普通人出身，個性強勢富有自我主張，獨立聰慧，深愛著六蔵，對超自然事物的接受度低。彩子早年喪母，任職京都府職員的父親與攜帶子女的繼母再婚，和繼母關係不佳，她在京都大學就讀時和六蔵邂逅相戀，跟著離開家族的六蔵私奔結婚成家，但在某日發現尚在襁褓的六花展現破壞週圍環境事物的念力，從此開始偏愛六美但極度忌憚排斥乃至於虐待六花，連帶讓發現此事的六蔵決定離婚帶走六花生活，她則獨自撫養親近的六美，仍持續和六蔵保持連絡。由於六蔵病故前囑咐六花向彩子和六美保密，以至於她未能在第一時間獲知六蔵逝世的消息。
彩子帶領六美造訪水無月家爭取遺產，她試圖將六美許配給文也和出言攻擊六花的行徑，引起文也三兄妹的反感，更一度導致六花出現情緒和念力失控的突發事件，被出面維護六花的文也命令離開。母女倆再訪水無月家期間，彩子從六花手裡取得六蔵生前遺留寫有愛情誓言的婚禮照片後激動落淚，六花告知彩子無法守護六蔵的遺骨並表明劃清界線，讓彩子和六美離去。
片瀨六美
六花的雙胞胎姊姊，對待六花的態度相對溫和，無法看見非人存在，沒有繼承水無月家的念力與神通力，被水無月家族視為不具備遺產繼承者的資格。自幼受母親彩子偏愛，在父母離婚後跟著彩子生活，被六花形容為「對母親的意見毫無主見，母女倆過於依賴彼此，猶如提線人偶般遵從母親安排」。曾經一度被彩子當成爭取水無月家遺產和文也聯姻的人選，但在了解父親水無月六蔵的原本身分和六花的能力後，也認為自己沒有水無月家的資質和爭取遺產的資格，加著文也和六花拒絕彩子而作罷，在二度拜訪水無月家後和六花再約會面。

### 洛曜學園
本作設定為座落京都四條大宮站附近的高中，校內許多學生出身自退魔與陰陽師家族，文也、葉和轉學後的六花在該校求學。
土御門佳蓮
洛曜學園的時任三年級生兼學生會的會長，她是知名陰陽師家族土御門的次任當家，同時是退魔機關「陰陽局」京都總部的次任陰陽頭（局長），父親與水無月家本家建立合作關係。幼時母親為承接其身上的詛咒而死、和父親相依為命，接受父親的訓練學習咒術，經常需要防範土御門家的外敵與家族內部鬥爭。和蘆屋大介定有婚約，也是文也的青梅竹馬兼合作夥伴。小說第一卷在學園被隱身紙人襲擊而昏迷並靈魂出竅，迷失在嵐山本家時被六花發現才回到軀殼。小說第三卷受文也之托派陰陽師們在葉被獻祭時待命，目睹六花覺醒後以仲裁名義介入水無月家收拾殘局。在作者另一部作品《淺草鬼妻日記》也有登場，為該作角色青桐巧的姪女。
蘆屋大介
洛曜學園的時任二年級生兼學生會會計，出身陰陽師名門家族蘆屋家的三男，同時是「陰陽局」人員。和佳蓮定有婚約，土御門家的上門女婿。學生會被隱身紙人襲擊時向嵐山本家說明情況，亦在文也18歲生日偕同佳蓮登門送上賀禮。在作者另一部作品《淺草鬼妻日記》也有登場。
田村
洛曜學園時任學生會書記，也是京都「陰陽局」的陰陽師。小說第一卷和佳蓮一起被隱身紙人襲擊而陷入昏迷，受水無月家本家幫助後甦醒。在作者另一部作品《淺草鬼妻日記》也有登場。

### 非人類角色
月鞠河童
作中設定為手鞠河童的亞種，身體在夜晚期間會泛著微光，平常習慣棲息在水無月家領地的竹子裡，但在遭遇重大天災時則會集體搬遷至水無月家避難。親近嵐山本家的人們，喜歡小黃瓜。被文也稱作「六號」的個體為族群中頻繁登場者。
管狐
被飼育於竹筒裡的狐精，在本作中棲息於伏見稻荷大社的竹林中。在作者的著作《妖怪旅館營業中》也有登場。
大角鹿
在「月界」被尊為神明的「月界精靈」成員之一，擁有雄鹿的形象，全名「豐饒之海的大角鹿」，深愛著始祖天女，連月界生物和水無月家成員也極其敬重牠。在本作中鎮守京都嵐山的山區，主動現身在當時尋回佳蓮靈魂的六花的面前，亦曾在颱風天帶領文也和六花踏進所屬領域躲避風雨。
愛宕山的天狗
居住在愛宕山的天狗群，與水無月家交好。
水連（聲：遊佐浩二（《淺草鬼妻日記》特別短片））
在現世淺草經營「千夜漢方藥局」的中醫師兼店主，真身是水蛇妖怪「蛟」，小說第二卷中來水無月家本家購買寶果。在作者的著作《淺草鬼妻日記》、《妖怪旅館營業中》也有登場。
毛羽月天
擁有像鳥類般的絨毛外貌的小型群聚生物，在文也和六花踏進大角鹿的所屬領域躲避風雨期間，被兩者充當臨時保暖物件。
水分
擁有龍的形象的「月界精靈」，全名「靜之海的水分」，被水無月家族稱作「余吳湖之龍」，和初代輝夜姬締結盟約，每隔一百年便須要獻祭活人。一旦發怒便會引起大規模的洪災。本作中長濱分家因為葉成為繼承「不老不死」神通力的當事者，選定葉成為獻祭的目標，後由於力量覺醒的六花出面制止獻祭、道長被六花和文也等人制裁，經過交涉取得六花的右眼，同意等到一百年後葉的親友相繼離世，再將葉當成祭品作為對後者的救贖，與六花建交並將自己的龍珠交給她。

### 其他角色
佐久間奶奶
六蔵和六花在東京租屋生活期間的公寓房東，雄大的祖母，個性親切善良的老婦人，相當照顧父女倆的生活。在六蔵過世後，出席六蔵的葬禮慰問六花。
佐久間雄大
與六花同小學、中學的青梅竹馬，房東佐久間奶奶的孙子，時任高濱高校一年級生兼校棒球隊成員。個性開朗純樸，志向為職棒球員，自幼喜歡六花卻不敢告白，中學時邀請六花做棒球社經理、但二年級起因青春期困擾而疏遠六花，就讀不同高中後也未再見面。小說第二卷因為背部負傷提前放暑假休養，得知六花搬家而趕到京都與文也對峙，和六花独处时告白並確認她对文也的心意，調整失戀心情回到東京前與六花約定秋季修學旅行再會。漫畫版僅短暫以照片形式出現在六花的智慧型手機裡。
安倍晴明
日本歷史知名的陰陽師，土御門家的祖先。在作者的著作《淺草鬼妻日記》也有登場，揭露為九尾狐晴明的轉世身分兼該作角色叶冬夜的前世。

## 出版書籍

### 小說
| 卷數 | 講談社 | 講談社         | 講談社                 |
| 卷數 | 副標題 | 發售日期       | ISBN                   |
| ---- | ------ | -------------- | ---------------------- |
| 1    |        | 2022年3月15日  | ISBN 978-4-06-527378-4 |
| 2    |        | 2022年11月15日 | ISBN 978-4-06-529911-1 |
| 3    |        | 2023年10月13日 | ISBN 978-4-06-533518-5 |

### 漫畫
| 卷數 | 講談社         | 講談社                 |
| 卷數 | 發售日期       | ISBN                   |
| ---- | -------------- | ---------------------- |
| 1    | 2022年11月15日 | ISBN 978-4065289112    |
| 2    | 2023年2月28日  | ISBN 978-4-06-530519-5 |
| 3    | 2023年6月30日  | ISBN 978-4-06-531791-4 |
| 4    | 2023年11月30日 | ISBN 978-4-06-533485-0 |
| 5    | 2024年4月30日  | ISBN 978-4-06-535207-6 |
| 6    | 2024年10月30日 | ISBN 978-4-06-536650-9 |
| 7    | 2025年1月30日  | ISBN 978-4-06-538077-2 |

## 創作
本系列作是作者友麻碧初次在講談社Taiga文庫執筆的作品，也是作者出道以來少數在輕小說原作正式發售前便決定漫畫化的作品，也在2022年3月發表的小說第1卷後記表示本作的籌備期長達兩年；而出於對電影《千年女優》的喜愛，將本系列最初的企劃名暫定為。同時本系列作也在正式發表前就已於同世界觀前作中埋下伏筆：本作中竹取物語和月亮的關鍵元素在2019年發表的《淺草鬼妻日記》第7卷就有披露，水無月家的特產「寶果」則在2020年發表的《妖怪旅館營業中》第11卷、2021年發表的《淺草鬼妻日記》第9卷被陸續提及。作者也於2022年4月在現「X」平台上揭露，本系列作中的配角「洛曜學園學生會」成員，實際已於《淺草鬼妻日記》第9卷先行客串登場。
作者友麻碧在個人「X」平台2022年4月的發文指稱道，學生時期受動漫畫《魔法水果籃》啟蒙，讓自己立定創作這般故事的志向，這部作品也在作者進行本系列作的創作期間，佔據相當的影響力。本系列是作者繼《淺草鬼妻日記》後，第二部取材自日本民間傳說的作品，取材的傳說主題分別是天女羽衣傳說和《竹取物語》，作者也在2024年4月於「X」平台補述作品的舞台以京都、滋賀縣為主。
本系列作的小說文庫本自第2卷開始，均會附錄水無月家的譜系圖，登錄在譜系圖的人員數目與家族關係則依據作中故事進度有所更動。

## 宣傳
日本時間2022年1月1日，作者友麻碧在推特上初次公開本新系列作的名稱與花邑まい繪製的首卷封面插畫。該推文反響熱烈，當日獲讚數便超過2000，是友麻碧繼2019年《妖怪旅館營業中》完結卷（第10卷）發售推文後再獲讚數超2000的推文。
2022年11月，出版社為紀念本作小說第2卷發售，在京都（池袋）、大阪（梅田）和京都（嵐山本線）各地投放宣傳海報，並在不同地區附上不同短篇小說（SS）的二維碼。進入2025年，《月刊少年天狼星》為紀念創刊20周年，創辦電子雜誌《ARTEMIS by sirius》收錄在《月刊少年天狼星》連載的女性向漫畫作品並排定於2025年5月29日發行首期，本作亦為《ARTEMIS by sirius》收錄的作品之一。

## 迴響
2022年3月16日，小說第1卷在發售後第二日即宣佈大規模重版，一度是作者友麻碧著作中初始發行量最高的作品。
截至2024年10月，本系列作包含小說和漫畫在內的銷售量超過35萬冊。2025年1月（漫畫第7冊發售前），系列作銷售量超過40冊